# Альона Колесник
Альона Колесник (азерб. Alyona Kolesnik; нар. 29 січня 1995, Кривий Ріг) — азербайджанська борчиня вільного стилю українського походження, триразова бронзова призерка чемпіонатів Європи, бронзова призерка Європейських ігор.

## Життєпис
Вихованка Криворізької загальноосвітньої школи-інтерната № 9 з посиленою спортивною підготовкою. У 2015 році завоювала срібну медаль чемпіонату Європи серед юніорів. Того ж року стала чемпіонкою Європи серед молоді. Наступного року на цих же змаганнях здобула срібну нагороду, а ще через рік — бронзову.

## Спортивні результати на міжнародних змаганнях

### Виступи на Чемпіонатах світу
| Змагання                        | Збірна      | Вагова категорія          | Місце |
| ------------------------------- | ----------- | ------------------------- | ----- |
| Чемпіонат світу з боротьби 2016 | Азербайджан | жіноча боротьба, до 55 кг | 11    |
| Чемпіонат світу з боротьби 2018 | Азербайджан | жіноча боротьба, до 57 кг | 10    |
| Чемпіонат світу з боротьби 2019 | Азербайджан | жіноча боротьба, до 57 кг | 13    |
| Чемпіонат світу з боротьби 2021 | Азербайджан | жіноча боротьба, до 59 кг | 10    |
| Чемпіонат світу з боротьби 2022 | Азербайджан | жіноча боротьба, до 59 кг | 12    |

### Виступи на Чемпіонатах Європи
| Змагання                         | Збірна      | Вагова категорія          | Місце  |
| -------------------------------- | ----------- | ------------------------- | ------ |
| Чемпіонат Європи з боротьби 2016 | Азербайджан | жіноча боротьба, до 55 кг | 12     |
| Чемпіонат Європи з боротьби 2017 | Азербайджан | жіноча боротьба, до 55 кг | Бронза |
| Чемпіонат Європи з боротьби 2018 | Азербайджан | жіноча боротьба, до 57 кг | Бронза |
| Чемпіонат Європи з боротьби 2019 | Азербайджан | жіноча боротьба, до 57 кг | Бронза |
| Чемпіонат Європи з боротьби 2020 | Азербайджан | жіноча боротьба, до 57 кг | 5      |
| Чемпіонат Європи з боротьби 2022 | Азербайджан | жіноча боротьба, до 59 кг | 4      |

### Виступи на Європейських іграх
| Змагання              | Збірна      | Вагова категорія          | Місце  |
| --------------------- | ----------- | ------------------------- | ------ |
| Європейські ігри 2019 | Азербайджан | жіноча боротьба, до 57 кг | Бронза |

### Виступи на Кубках світу
| Змагання                    | Збірна      | Вагова категорія          | Місце |
| --------------------------- | ----------- | ------------------------- | ----- |
| Кубок світу з боротьби 2017 | Азербайджан | команда                   | 7     |
| Кубок світу з боротьби 2020 | Азербайджан | жіноча боротьба, до 57 кг | 5     |

### Виступи на інших змаганнях
| Змагання                                                         | Збірна      | Вагова категорія          | Місце  |
| ---------------------------------------------------------------- | ----------- | ------------------------- | ------ |
| Турнір Дана Колова — Николи Петрова 2013                         | Азербайджан | жіноча боротьба, до 59 кг | Бронза |
| Вогні Москви 2013                                                | Азербайджан | жіноча боротьба, до 59 кг | 6      |
| Вогні Москви 2014                                                | Азербайджан | жіноча боротьба, до 55 кг | Срібло |
| Гран-прі Парижа з боротьби 2015                                  | Азербайджан | жіноча боротьба, до 55 кг | Срібло |
| Турнір Дана Колова — Николи Петрова 2015                         | Азербайджан | жіноча боротьба, до 55 кг | Срібло |
| Золотий Гран-прі з боротьби 2015                                 | Азербайджан | жіноча боротьба, до 55 кг | 5      |
| Відкритий чемпіонат Польщі з боротьби 2016                       | Азербайджан | жіноча боротьба, до 58 кг | 9      |
| Золотий Гран-прі з боротьби 2016                                 | Азербайджан | жіноча боротьба, до 55 кг | Бронза |
| Київський Міжнародний турнір з боротьби 2017                     | Азербайджан | жіноча боротьба, до 55 кг | 9      |
| Ігри ісламської солідарності 2017                                | Азербайджан | жіноча боротьба, до 58 кг | Срібло |
| Кубок Алроси 2017                                                | Азербайджан | команда                   | Бронза |
| Київський Міжнародний турнір з боротьби 2018                     | Азербайджан | жіноча боротьба, до 57 кг | Бронза |
| Турнір Яшара Догу 2018                                           | Азербайджан | жіноча боротьба, до 57 кг | Бронза |
| Турнір Олександра Медведя 2018                                   | Азербайджан | жіноча боротьба, до 57 кг | 8      |
| Henri Deglane Challenge 2019                                     | Азербайджан | жіноча боротьба, до 57 кг | Золото |
| Турнір міста Сассарі з боротьби 2019                             | Азербайджан | жіноча боротьба, до 57 кг | 11     |
| Турнір Яшара Догу 2020                                           | Азербайджан | жіноча боротьба, до 57 кг | 5      |
| Європейський олімпійський кваліфікаційний турнір з боротьби 2021 | Азербайджан | жіноча боротьба, до 57 кг | 12     |
| Світовий олімпійський кваліфікаційний турнір з боротьби 2021     | Азербайджан | жіноча боротьба, до 57 кг | 12     |
| Гран-прі «Іван Яригін» 2022                                      | Азербайджан | жіноча боротьба, до 59 кг | Золото |
| Турнір Яшара Догу 2022                                           | Азербайджан | жіноча боротьба, до 59 кг | Бронза |
| Ісламські ігри солідарності 2022                                 | Азербайджан | жіноча боротьба, до 59 кг | Срібло |

### Виступи на змаганнях молодших вікових груп
| Змагання                                       | Збірна      | Вагова категорія          | Місце  |
| ---------------------------------------------- | ----------- | ------------------------- | ------ |
| Чемпіонат Європи з боротьби серед кадетів 2012 | Азербайджан | жіноча боротьба, до 56 кг | 5      |
| Чемпіонат світу з боротьби серед кадетів 2012  | Азербайджан | жіноча боротьба, до 56 кг | 5      |
| Чемпіонат Європи з боротьби серед юніорів 2013 | Азербайджан | жіноча боротьба, до 59 кг | 8      |
| Чемпіонат Європи з боротьби серед юніорів 2015 | Азербайджан | жіноча боротьба, до 55 кг | Срібло |
| Чемпіонат світу з боротьби серед юніорів 2015  | Азербайджан | жіноча боротьба, до 55 кг | 11     |
| Чемпіонат Європи з боротьби серед молоді 2015  | Азербайджан | жіноча боротьба, до 55 кг | Золото |
| Чемпіонат Європи з боротьби серед молоді 2016  | Азербайджан | жіноча боротьба, до 58 кг | Срібло |
| Чемпіонат Європи з боротьби серед молоді 2017  | Азербайджан | жіноча боротьба, до 58 кг | Бронза |
| Чемпіонат світу з боротьби серед молоді 2017   | Азербайджан | жіноча боротьба, до 58 кг | 5      |
| Чемпіонат Європи з боротьби серед молоді 2018  | Азербайджан | жіноча боротьба, до 59 кг | 7      |
| Чемпіонат світу з боротьби серед молоді 2018   | Азербайджан | жіноча боротьба, до 57 кг | 5      |